# Alçacoll

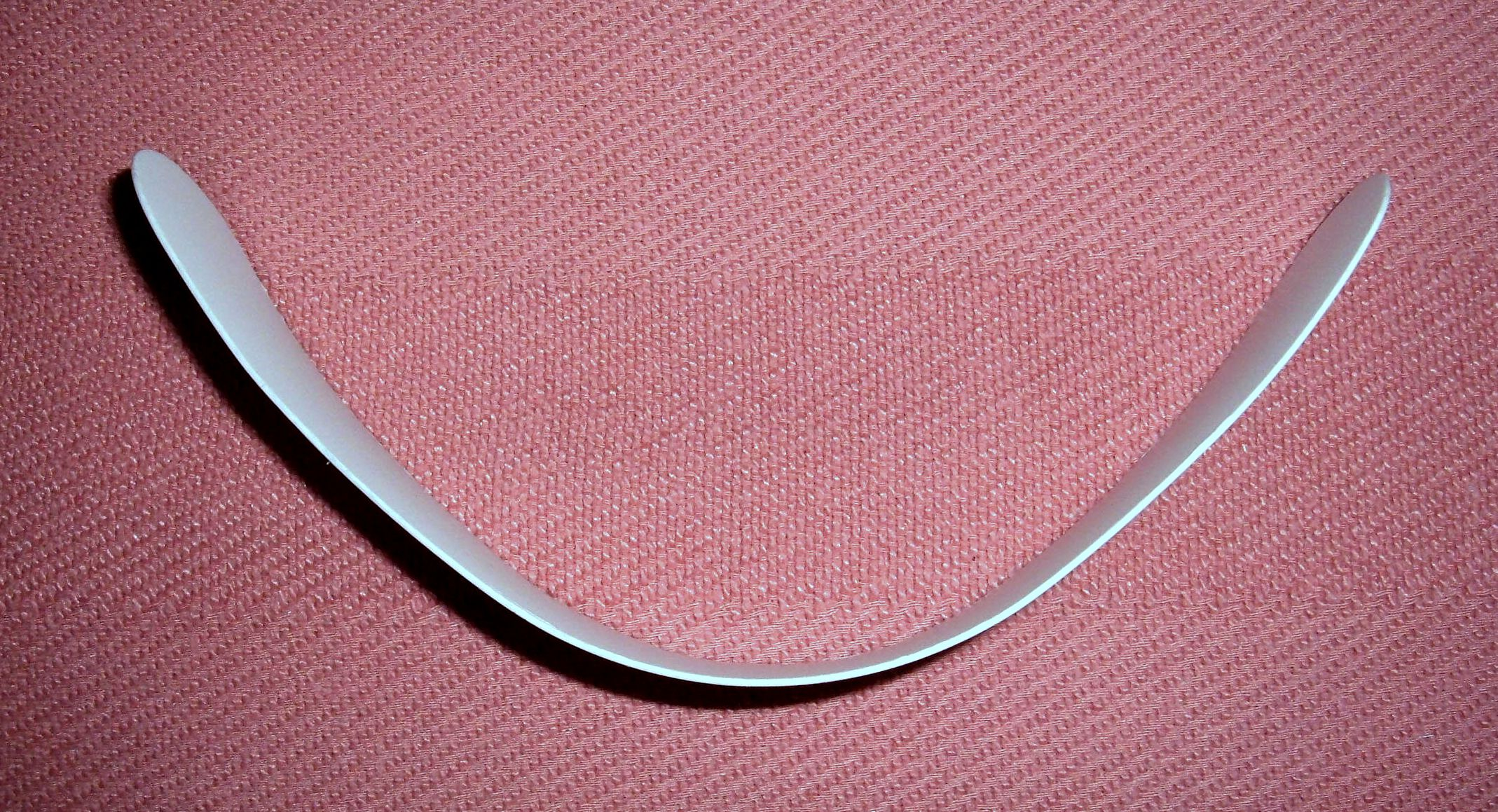
Un alçacoll de plàstic.

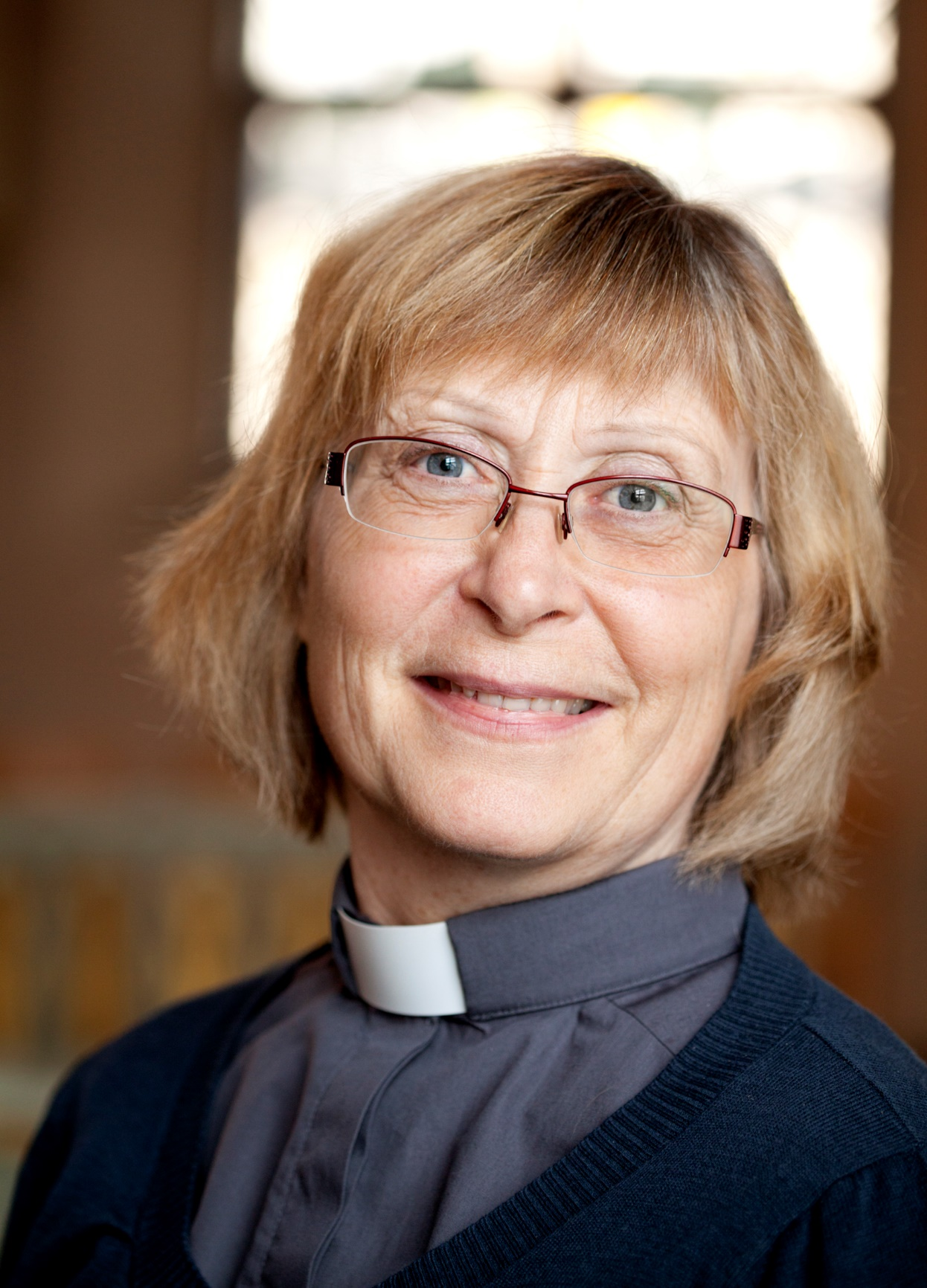
Una sacerdotessa luterana de l'Església de Suècia, duent un alçacoll.

L'alçacoll és una indumentària utilitzada pels càrrecs sacerdotals càrrecs de l'Església, ja siguin bisbes, arquebisbes, capellans, etc.
L'alçacoll es tanca a la part posterior del coll, mostrant una part frontal sense fissures. La camisa pot tenir l'alçacoll integrat. L'alçacoll clàssic és gairebé sempre blanc i originalment era de cotó o lli, però actualment és de plàstic. De vegades s'uneix amb un collaret de la camisa que cobreix gairebé completament el coll blanc, tret d'un petit quadrat blanc a la base de la nou i, de vegades, amb la vora superior del coll exposada a imitar el collar d'una sotana. Pot ser simplement una fitxa desmuntable de color blanc a la part davantera de la camisa clerical. La camisa clerical és tradicionalment negra.